# Eddy Seel

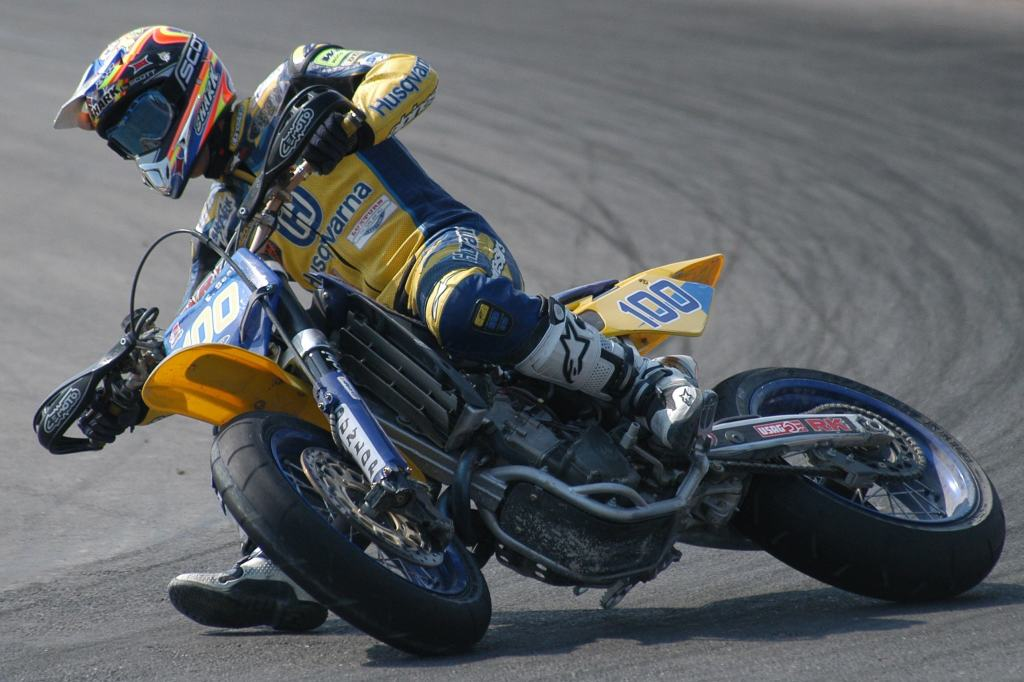
Eddy Seel

Eddy Seel, genannt Rooster (* 23. April 1970 in Verviers, Belgien), ist ein belgischer Supermoto-Fahrer und Weltmeister.

## Karriere
Eddy Seel begann 1975 mit seinem Training im Motorsport, sein erstes Rennen fuhr er 1980. 1982 gewann er in der 80-cm³-Klasse die belgische Junior-Motocross-Meisterschaft in der Kategorie Einsteiger, 1983 in der Kategorie Junior und 1985 in der Kategorie Senior. Danach wechselte Seel in die 125-cm³-Klasse und gewann dort 1986 die Junior-Meisterschaft der Kategorie Einsteiger.
1987 wechselte Seel von der Junior-Meisterschaft in die reguläre Meisterschaft und fuhr in der 125-cm³-Klasse in der Kategorie Einsteiger. Zwei Jahre später gewann er diese Meisterschaft. 1989 erfolgte auch sein Einstieg in die Weltmeisterschaft in der 125 cm³-Klasse.
Bis 1996 fuhr Seel ausschließlich in der Motocross-Meisterschaft, ab 1997 fuhr er auch bei Supermoto-Wettkämpfen, seit 2001 nur noch Supermoto. Sein Motorrad ist eine Husqvarna SMR 450.
Seine höchsten Erfolge im Motocross waren Belgien-Meister (125 cm³) 1989 und 18ter in der Weltmeisterschaft (125 cm³) 1994. In den Supermoto-Meisterschaften sind seine höchsten Erfolge Belgischer Vizemeister 1997 und 2000, Europa- und Italienischer Meister 2001, und Weltmeister (S1) 2003.